# ボルヒエナ
ボルヒエナ (Borhyaena) は中新世前期の約1750万年前〜1550万年前のパタゴニアやアルゼンチン(Santa Cruz層、Sarmiento Formations層)、そしてチリ(Río Frias Formation層)に生息した後獣下綱(有袋類)・砕歯目・ボルヒエナ科に属する肉食獣。かつては「坊狼」とも呼ばれた。

## 概要

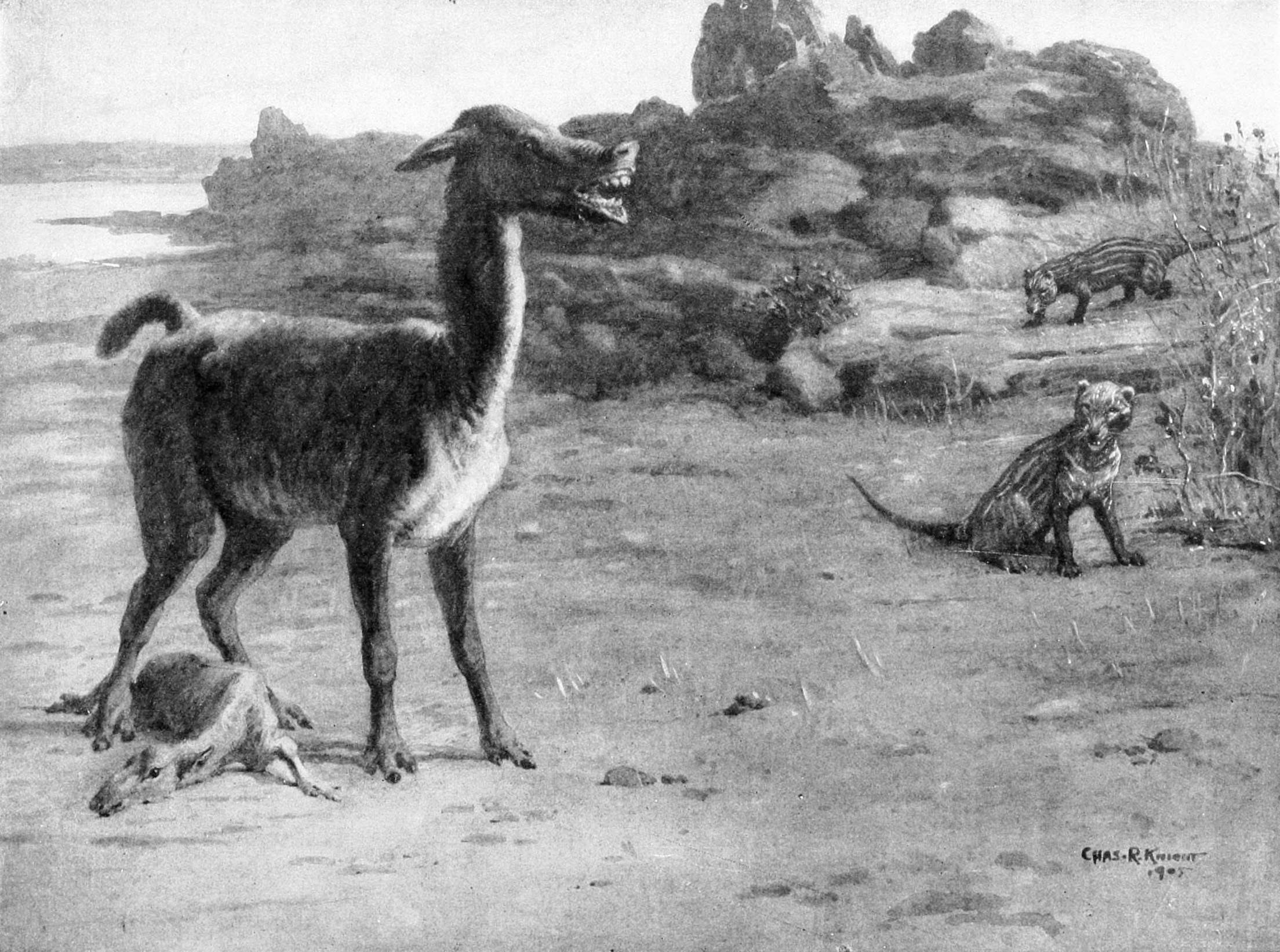
Theosodon garretorum 、Borhyaena tuberataの復元姿

ボルヒエナは新生代中盤の南米大陸において、ハイエナなど現代の大型食肉目に相当する活動的な肉食動物だった。特徴的なのは、大きく頑丈な頭部とそれを支える太い頸部で、見た目に違わず強力な武器であった。
もっとも完全な標本は、体重23キログラム、肩高(足先から肩までの高さ)50センチだった。蹠行性（ベタ足）であった為、動きは現生のハイエナと比較しても鈍重であったと思われているが、それでもベタ足なりに走行性能を高めていたらしい（蹠行性のクマなどは時速50㎞/h程で走る事が可能であり、蹠行性が必ずしも鈍重とは限らない）。同様に蹠行性で鈍重な有蹄類のホマロドテリウムなどを襲っていた可能性がある。肉食獣の例に漏れず、本属も腐肉食を行うことがあった。やがてティタニスなどフォルスラコス科よりも先に絶滅を迎えたが、その原因は不明。